# Acraea masonala
Acraea masonala är en fjärilsart som beskrevs av Ward 1872. Acraea masonala ingår i släktet Acraea och familjen praktfjärilar. Inga underarter finns listade i Catalogue of Life.